# Miles Away
«Miles Away» es una canción de la artista estadounidense Madonna, compuesta para su undécimo álbum de estudio Hard Candy (2008). Se lanzó por primera vez como sencillo promocional en Japón en junio de 2008 y fue la canción representativa de la telenovela de Fuji Television Change. La compañía Warner Records la publicó como el tercer y último sencillo del álbum el 17 de octubre de 2008 y figuró posteriormente en su recopilatorio Celebration (2009). Compuesta y producida por Madonna, Justin Timberlake, Timbaland y Danja, «Miles Away» es una balada electrónica melancólica que, según ella misma, es autobiográfica y se inspiró en su exesposo Guy Ritchie. La letra trata sobre las relaciones a larga distancia.
«Miles Away» recibió reseñas positivas por parte de la crítica, aunque algunos periodistas mencionaron su similitud con el sencillo de 2006 de Justin Timberlake «What Goes Around... Comes Around». Alcanzó los cuarenta primeros lugares en Reino Unido, Canadá, Bélgica y Países Bajos y ocupó el primer puesto en España. En Estados Unidos no logró ingresar al Hot 100, pero tuvo éxito en los conteos de música dance, donde fue el séptimo sencillo consecutivo de la artista en llegar a la cima del Hot Dance Airplay, más que ningún otro artista. La cantante la interpretó en la gira promocional de Hard Candy y en el Sticky & Sweet Tour (2008-09), durante el «segmento gitano» del espectáculo.

## Composición e inspiración

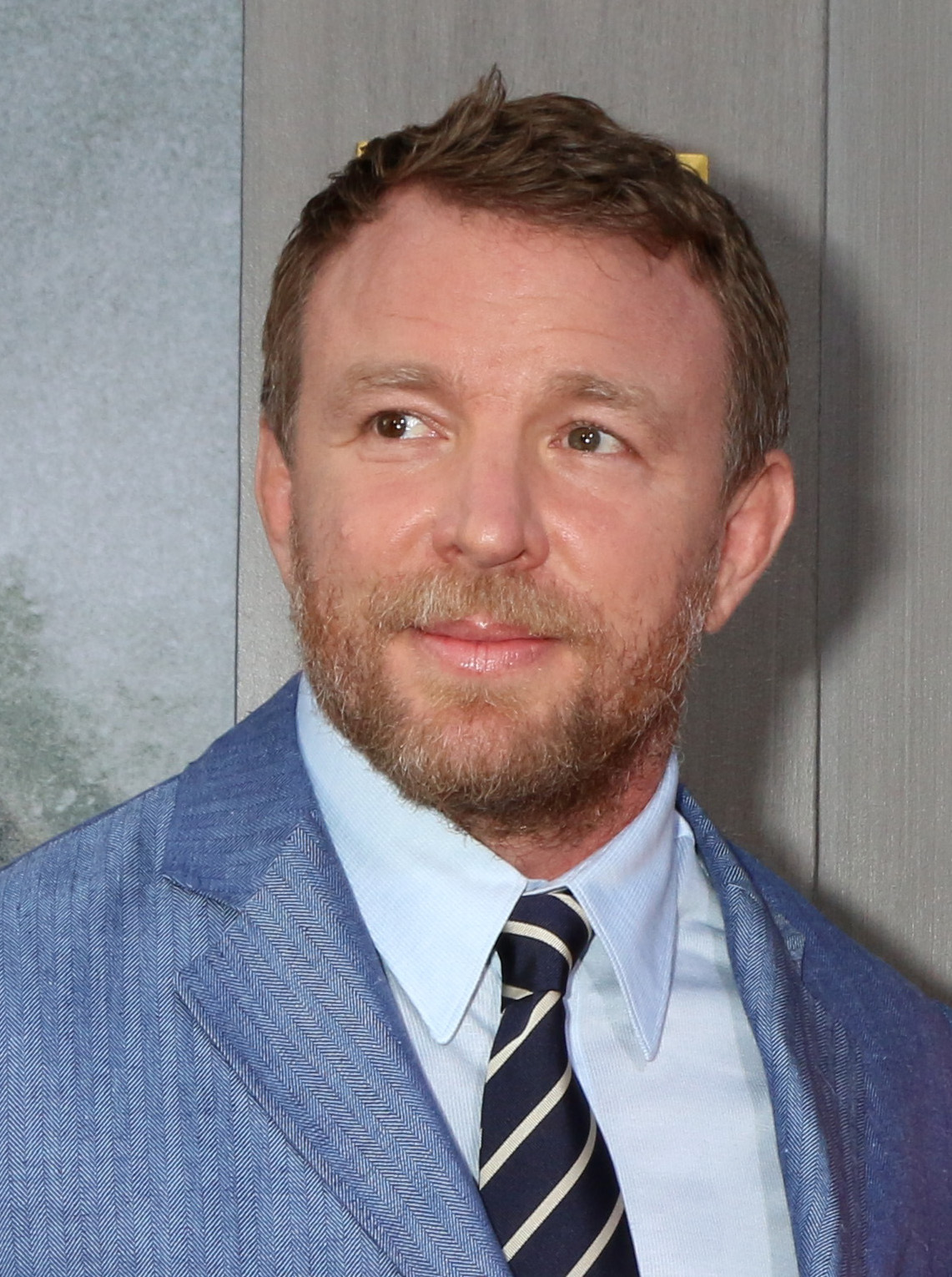
Guy Ritchie, 2017.

La música de «Miles Away» fue la primera canción de Hard Candy en componerse y tras escucharla, Madonna comenzó a cantar y escribir su letra. En una entrevista con MTV, Madonna afirmó que la canción se inspiró en su por entonces marido, Guy Ritchie: «Mucha gente debe lidiar con relaciones a larga distancia, no es fácil. Tienes que trabajar muy duro para que funcione». Cuando le preguntaron si la canción era autobiográfica, contestó:

«Probablemente en muchos aspectos las canciones [de Hard Candy] son [autobiográficas], pero más bien de una forma inconsciente. En realidad no pienso contar historias personales cuando compongo música, simplemente sale y muchas veces, seis [u] ocho meses más tarde [digo]: "Oh, sobre esto compuse la canción". [Luego], interpreto la canción para muchísimas personas y todos ellos [piensan]: "Oh, la puedo relacionar totalmente con esto". En "Miles Away", me sumerjo en la conciencia global de quienes tienen problemas con la intimidad».

En una entrevista con The Daily Telegraph Madonna explicó más profundamente su inspiración detrás del tema y afirmó:

«["Miles Away" es] una canción con la que se puede identificar la mayoría de la gente que trabaja. Si una parte de tu trabajo es viajar y la persona con quien estás también viaja por trabajo, van a estar mucho tiempo separados y puede ser muy frustrante, [...] yo soy estadounidense y [Ritchie] es inglés y tengo que viajar a Estados Unidos muy a menudo. [...] Sobre todo al comienzo de nuestra relación, esa larga distancia fue muy frustrante. También pienso que es más fácil para la gente decir las cosas a distancia, es más seguro».

## Descripción
Musicalmente, «Miles Away» es una canción melancólica con influencias de balada. Según Slant Magazine, la canción posee el sonido característico de las producciones de Timbaland y Timberlake. La canción electrónica de tempo lento está acompañada de tambores y armonías vocales que cantan el verso «So far away» («tan lejos») repetidas veces. Según la partitura publicada en Musicnotes por Alfred Publishing, la canción posee un compás de 4/4 y se interpreta a un tempo moderado de 116 pulsaciones por minuto. Está en la tonalidad de la menor y el registro vocal de Madonna abarca desde sol3 a do5. «Miles Away» tiene una progresión armónica básica de la menor-mi menor-sol-fa.
Durante la grabación, Timberlake se sentó junto a Madonna y tocó un riff de guitarra compuesto por él mismo y le preguntó cómo quería que sonara la canción. Timberlake dijo que Madonna tenía «todos esos pensamientos, acertijos, poemas y sentimientos, todos escritos en cuadernos enormes e iba sacando de allí. Era increíble, ponía esos pequeños pedacitos aquí y allá y los colocaba juntos, como un rompecabezas». De esta forma, una de las ideas que rescataron fue la universalidad de las relaciones a larga distancia, concepto clave en la canción. Tras grabarla, Timberlake comentó que la ayudó a crear una típica canción de Madonna y comentó al respecto: «No podía hacer una canción como esta, [...] creo que fue ella [quien la compuso] completamente, ese es el truco».
En cuanto a la letra, «Miles Away» habla de las relaciones que atraviesan problemas. Madonna comentó que no es difícil expresarse a través de las letras sin dar demasiada información sobre la propia privacidad. A pesar de que Madonna afirmó anteriormente que la canción es sobre Guy Ritchie, se especuló que versos como «You always have the biggest heart when we're 6,000 miles apart» («Siempre tienes el mejor corazón cuando estás a seis mil millas») hablaban del fracaso matrimonial de la artista con Ritchie.

## Recepción crítica

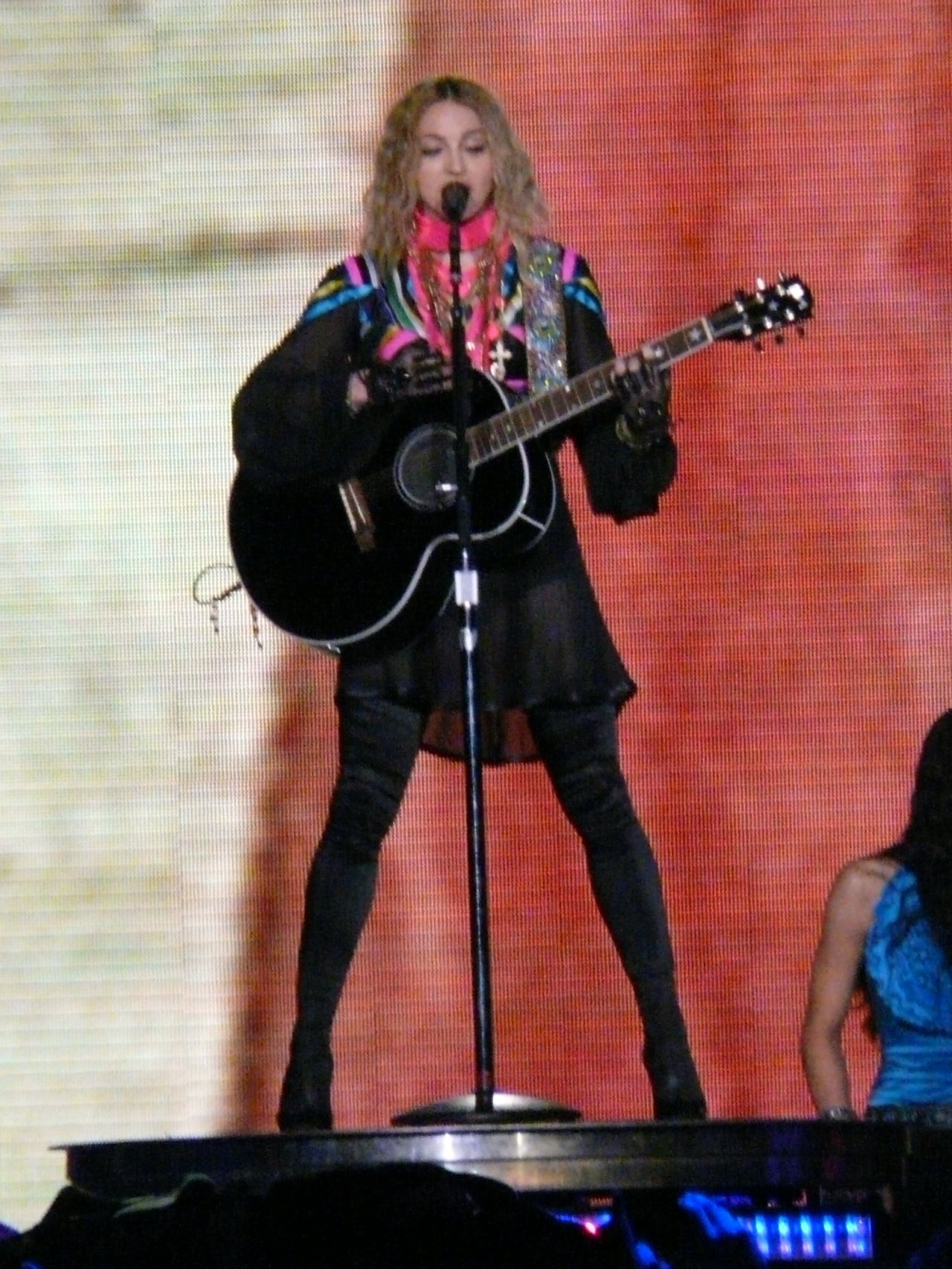
Madonna interpretando el tema durante la segunda ronda de su gira Sticky & Sweet Tour, en 2009.

La canción recibió en general críticas positivas. Kerri Mason de Billboard la llamó una armónica balada que, junto al sencillo «4 Minutes» «es probablemente uno de sus mejores trabajos hasta ahora». Además, dijo que sonaba familiar y la comparó con la remezcla del tema de 2008 de Timberlake «Apologize». Caryn Ganz de Rolling Stone comentó que el tema posee «suspiros melancólicos». Stephen Thomas Erlewine de Allmusic sostuvo que «la angustia helada de "Miles Away"» es «una digna sucesora del sencillo de 2006 de Justin Timberlake "What Goes Around... Comes Around"». Sal Cinquemani de Slant Magazine afirmó que la canción tiene la típica calidad garantizada de las producciones de Timbaland y Justin Timberlake y posee «la estampa distintiva, moderna de la pareja y hace de Hard Candy más que un simple retroceso a Donna Summer, Anita Ward y los Quaaludes». Chris Williams de Entertainment Weekly observó que «Miles Away» tiene reminiscencias de Confessions on a Dance Floor y la comparó con «What Goes Around... Comes Around». Jim Farber del Daily News la describió como la melodía más seductora del álbum. Alexis Petridis, de The Guardian, dijo que Madonna canta «con tanta emoción como un GPS que nos sugiere que giremos a la derecha para tomar la autopista A23».
Una reseña de Hard Candy en About.com sostuvo que la letra de la canción estaba plena de significado y también alabó la voz de Madonna. Joan Anderman de The Boston Globe dijo que el viaje de Madonna «desde una seducción desvergonzada a producciones [...] de estudiante [como la] balada, pero algunos tonos realmente agridulces permanecen bajo la superficie de las melodías efusivas». Además, opinó que la canción posee la calidad de una mente en calma. Joey Guerra del Houston Chronicle alabó el pulso galopante y las armonías vocales melódicas de «Miles Away» y comentó que «suena como Madonna a fines de los ochenta». Miles Marshall Lewis de Village Voice afirmó que con «Miles Away», Madonna reafirma «su felicidad de estar casada con hijos (o su falta)». Tom Young de la BBC lo llamó «genuinamente bueno, genuinamente sentido» y lo comparó con otros éxitos de la cantante como «Holiday», «Into the Groove», «Ray of Light» y «Music». Pete Paphides de The Times llamó «excelente» a la canción y la describió como «una colisión de [partes] acústicas y un ritmo febrilmente alegre que raya en el reggae». Thomas Haunter de PopMatters afirmó: «En un punto el tedio del álbum [...] es tal que uno asume que Ashlee Simpson y Britney descartaron el material porque hasta ellas lo consideran demasiado redundante».

## Recepción comercial
En los Estados Unidos, «Miles Away» ingresó en la lista de Billboard Dance Club Songs y llegó hasta el segundo puesto. No logró llegar al primer lugar, donde estaba el tema de Beyoncé «Single Ladies (Put a Ring on It)». Fue el noveno sencillo de Madonna en llegar a la cima de la lista Hot Singles Sales. Debutó en el puesto 15 en el conteo Hot Dance Airplay y llegó a la primera posición en la edición del 18 de diciembre de 2008, por lo que fue su séptimo número uno, la mayor cantidad para un artista en ese ranking. En la edición del 20 de diciembre de 2008, «Miles Away» debutó en el número 99 de la lista Pop 100, pero la abandonó la semana siguiente. No logró ingresar en el Hot 100 ni en el Bubbling Under Hot 100 Singles, siendo la primera vez que esto ocurrió con una canción de Madonna desde «Love Profusion» en 2004. «Miles Away» alcanzó la posición veintitrés en la Canadian Hot 100 y permaneció en la lista por catorce semanas.
«Miles Away» tuvo un éxito notable en Japón, donde se usó como tema para la telenovela de Fuji Television Change. Se lanzó allí como sencillo promocional en 2008, tras «4 Minutes». La canción alcanzó los diez primeros lugares en el Japan Hot 100 y recibió tres certificaciones de la Recording Industry Association of Japan (RIAJ) —un disco de platino por vender 250 000 copias sobre la base de descargas digitales, y dos de platino por vender 500 000 ringtones. En la edición número 23 de los Japan Gold Disc Awards, la canción ganó tres premios como canción del año, sencillo para celulares del año y sencillo virtual del año. El 30 de noviembre de 2008, el tema ingresó a la UK Singles Chart en el puesto treinta y nueve. Descendió a la posición 68 la semana siguiente y luego abandonó la lista. Debutó en el número treinta y nueve en Países Bajos el 20 de septiembre de 2008 y alcanzó una posición máxima en el número diez el 15 de noviembre. En Australia, la mezcla «Thin White Duke Mix» llegó al puesto veintiocho en la lista ARIA Club Tracks. En España, se convirtió en su tercer sencillo consecutivo del álbum Hard Candy en ingresar al primer lugar de la lista oficial. En otros países, la canción ingresó a las cuarenta mejores posiciones de las listas oficiales.

## Interpretaciones en directo

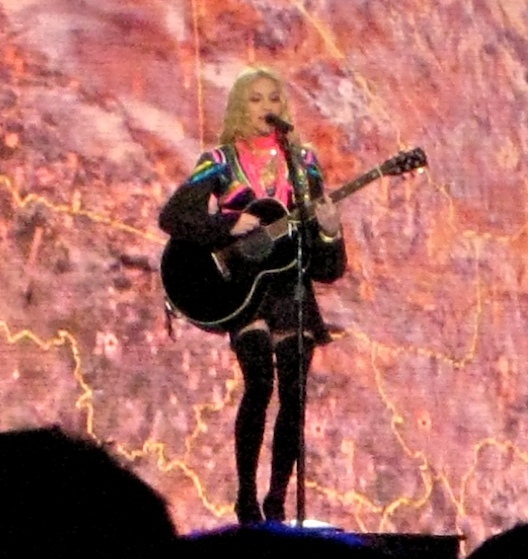
Madonna interpretando la canción con su traje gitano y su guitarra acústica en el Sticky & Sweet Tour.

Madonna interpretó «Miles Away» durante la gira promocional de Hard Candy y en la gira de 2008 a 2009 Sticky & Sweet Tour. En la primera, Madonna interpretaba la canción como el segundo tema dentro de un segmento de seis canciones. La artista usaba un traje negro con hilos del mismo color, pantalones de gimnasio y botas con taco y cordones, cantando frente al micrófono y tocando la guitarra acústica. Las pantallas de fondo mostraban imágenes de aviones despegando desde Londres y llegando a Nueva York, pasajes aéreos y pasaportes, como así aeropuertos.
En el Sticky & Sweet Tour, «Miles Away» se interpretaba durante el «segmento gitano» del espectáculo. La cantante usaba una capa de Givenchy inspirada en este pueblo sobre un traje negro y cintas rosadas en su cuello. Además, lucía medias de nylon negras. Antes de comenzar a cantar el tema decía: «Esto es para todos los que conocen la lucha de las relaciones a larga distancia. Sé que estáis ahí fuera». Mientras que los bailarines se reunían y se sentaban en torno a ella, Madonna se subía a una plataforma, comenzaba a tocar la guitarra acústica y alentaba al público a cantar con ella. Las pantallas daban otro sentido al tema y mostraban mapas y estampillas de pasaportes, como así a gitanos viajando por el mundo a través de la historia. Tras el anuncio de la ruptura entre Madonna y Ritchie, durante una interpretación de «Miles Away» en Boston, dedicó el tema a los «retardados emocionales». Después, añadió: «Probablemente conozcan a poca gente que encaje en la categoría —Dios sabe que yo sí».

## Lista de canciones y formatos
| Sencillo promocional publicado en Japón |                                  |          |  |
| N.º                                     | Título                           | Duración |  |
| 1.                                      | «Miles Away» (versión del álbum) | 4:49     |  |

| Sencillo promocional publicado en Estados Unidos |                                  |          |  |
| N.º                                              | Título                           | Duración |  |
| 1.                                               | «Miles Away» (versión del radio) | 3:43     |  |

| Sencillo digital publicado en Europa |              |          |  |
| N.º                                  | Título       | Duración |  |
| 1.                                   | «Miles Away» | 4:48     |  |

| Sencillo en CD de dos pistas publicado en Estados Unidos y Reino Unido |                                      |          |  |
| N.º                                                                    | Título                               | Duración |  |
| 1.                                                                     | «Miles Away» (versión del álbum)     | 4:49     |  |
| 2.                                                                     | «Miles Away» (Thin White Duke Remix) |          |  |

| Maxi sencillo en CD y maxi sencillo digital publicado en Estados Unidos / Disco de 12" publicado en Reino Unido |                                        |          |  |
| N.º | Título                                 | Duración |  |
| 1. | «Miles Away» (versión del álbum)       | 6:10     |  |
| 2. | «Miles Away» (Thin White Duke Remix)   | 6:10     |  |
| 3. | «Miles Away» (Rebirth Remix)           | 7:27     |  |
| 4. | «Miles Away» (Johnny Vicious Club Mix) | 7:23     |  |

| Maxi sencillo en CD publicado en Europa y Estados Unidos |                                                          |          |  |
| N.º                                                      | Título                                                   | Duración |  |
| 1.                                                       | «Miles Away» (versión del radio)                         | 3:45     |  |
| 2.                                                       | «Miles Away» (Thin White Duke Remix)                     | 6:09     |  |
| 3.                                                       | «Miles Away» (Morgan Page Remix)                         | 7:07     |  |
| 4.                                                       | «Miles Away» (Johnny Vicious Club Remix)                 | 7:23     |  |
| 5.                                                       | «Miles Away» (Johnny Vicious Warehouse Mix)              | 8:18     |  |
| 6.                                                       | «Miles Away» (Rebirth Remix)                             | 7:27     |  |
| 7.                                                       | «Miles Away» (Aaron LaCrate & Samir B-More Gutter Remix) | 10:09    |  |

| Maxi sencillo digital de remezclas publicado en Estados Unidos |                                                        |          |  |
| N.º                                                            | Título                                                 | Duración |  |
| 1.                                                             | «Miles Away» (Thin White Duke Remix)                   | 6:09     |  |
| 2.                                                             | «Miles Away» (Johnny Vicious Club Mix)                 | 7:22     |  |
| 3.                                                             | «Miles Away» (Johnny Vicious Warehouse Mix)            | 8:18     |  |
| 4.                                                             | «Miles Away» (Morgan Page Remix)                       | 7:07     |  |
| 5.                                                             | «Miles Away» (Morgan Page Dub)                         | 7:10     |  |
| 6.                                                             | «Miles Away» (Rebirth Remix)                           | 7:24     |  |
| 7.                                                             | «Miles Away» (Aaron LaCrate & Samir B-More Gutter Mix) | 4:57     |  |

| Ediciones de remezclas digitales estadounidenses |                                                         |          |  |
| N.º                                              | Título                                                  | Duración |  |
| 1.                                               | «Miles Away» (versión del radio)                        | 3:43     |  |
| 2.                                               | «Miles Away» (Thin White Duke Edit)                     | 4:33     |  |
| 3.                                               | «Miles Away» (Morgan Page Edit)                         | 3:50     |  |
| 4.                                               | «Miles Away» (Johnny Vicious Club Mix Edit)             | 4:37     |  |
| 5.                                               | «Miles Away» (Rebirth Edit)                             | 4:00     |  |
| 6.                                               | «Miles Away» (Aaron LaCrate & Samir B-More Gutter Edit) | 3:28     |  |

| Set de vinilo 2x12" publicado en Estados Unidos |                                                        |          |  |
| N.º                                             | Título                                                 | Duración |  |
| 1.                                              | «Miles Away» (Thin White Duke Remix)                   | 6:09     |  |
| 2.                                              | «Miles Away» (versión del álbum)                       | 3:43     |  |
| 3.                                              | «Miles Away» (Johnny Vicious Club Remix)               | 7:26     |  |
| 4.                                              | «Miles Away» (Morgan Page Dub)                         | 7:08     |  |
| 5.                                              | «Miles Away» (Aaron LaCrate & Samir B-More Gutter Mix) | 5:00     |  |

## Posicionamiento en listas y certificaciones
| País (Lista 2008)                     | Posición más alta |
| ------------------------------------- | ----------------- |
| Alemania (Offizielle Deutsche Charts) | 11                |
| Australia (ARIA Club Tracks)          | 28                |
| Austria (Ö3 Austria Top 40)           | 21                |
| Bélgica Flandes (Ultratop 50)         | 31                |
| Bélgica Valonia (Ultratop 40)         | 39                |
| Canadá (Canadian Hot 100)             | 23                |
| Dinamarca (Tracklisten)               | 39                |
| Eslovaquia (Rádio Top 100)            | 3                 |
| España (PROMUSICAE)                   | 1                 |
| Estados Unidos (Dance Club Songs)     | 2                 |
| Estados Unidos (Hot Dance Airplay)    | 1                 |
| Estados Unidos (Singles Sales)        | 1                 |
| Estados Unidos (Pop 100)              | 99                |
| Europa (European Hot 100 Singles)     | 23                |
| Finlandia (Yleisradio)                | 11                |
| Francia (SNEP)                        | 54                |
| Hungría (Rádiós Top 40)               | 2                 |
| Italia (FIMI)                         | 26                |
| Japón (Japan Hot 100)                 | 7                 |
| Países Bajos (Single Top 100)         | 10                |
| República Checa (Rádio Top 100)       | 5                 |
| Reino Unido (UK Singles Chart)        | 39                |
| Rusia (Russian Airplay Chart)         | 8                 |
| Suecia (Sverigetopplistan)            | 25                |
| Suiza (Schweizer Hitparade)           | 32                |

| País (Lista 2008)                  | Posición |
| ---------------------------------- | -------- |
| Países Bajos (Single Top 100)      | 95       |
| País (Lista 2009)                  | Posición |
| Hungría (Rádiós Top 40)            | 38       |
| Estados Unidos (Dance Club Songs)  | 28       |
| Estados Unidos (Hot Dance Airplay) | 11       |

| País (organismo certificador) | Certificación           |
| ----------------------------- | ----------------------- |
| Brasil (ABPD)                 | Platino                 |
| Japón (RIAJ)                  | Platino versión digital |
| Japón (RIAJ)                  | 2× Platino ringtone     |

## Créditos y personal
- Madonna: composición, voz y producción
- Timbaland: composición y producción
- Justin Timberlake: composición, producción, armonías vocales y guitarra
- Danja: producción
- Demacio «Demo» Castellon: programación y mezcla
- Ron Taylor: Pro Tools
- Fareed Salamah, Graham Archer, Julián Vásquez y Vadim Chislov: ingeniería de sonido
- Dan Warner: guitarra
- Hannon Lane: teclado adicional

Fuente: Discogs.